# Yi ma de hou xian dai sheng huo
Yi ma de hou xian dai sheng huo (姨媽的後現代生活), comercialitzat internacionalment com The Postmodern Life of My Aunt és una pel·lícula de comèdia seriosa de Hong Kong del 2006 dirigida per Ann Hui, protagonitzada per Siqin Gaowa i Chow Yun-fat. La pel·lícula també és protagonitzada per les actrius xineses Zhao Wei i Lisa Lu.
El seu productor executiu va ser Yuan Mei; un altre productor va ser Er Yong. La pel·lícula es basava en una novel·la del mateix títol escrita per Yan Yan (燕燕), mentre que el guió de la pel·lícula era de Li Qiang, un guionista xinès, que havia escrit el guió de la pel·lícula de 2005 Kong que, dirigida per Gu Changwei.

## Sinopsi
Ye Rutang (Siqin Gaowa), una dona soltera d'uns cinquanta anys, lluita per mantenir una vida digna enmig dels perills de Xangai. Viu sola en un apartament, suporta la veïna tafanera la senyora Shui (Lisa Lu) i el seu gat mimat. És pragmàtica, frugal i autosuficient, però la seva antiquació i la seva naturalesa confiada fan que sigui difícil que encaixi a la societat de Xangai.
Després de trobar-se amb l'autoproclamat esteta Pan Zhichang (Chow Yun-Fat), s'enamora de Pan i utilitza els estalvis de la seva vida per invertir en espais del cementiri a proposta d'en Pan. Resulta ser un estafador.
Després de ser víctima de diversos estafadors, Ye pateix una mala caiguda i és hospitalitzada. Ella decideix marxar de Xangai per viure amb el seu marit de classe treballadora i la seva filla de cuina (Zhao Wei) a Anshan, Liaoning.

## Estrena i recepció
Yi ma de hou xian dai sheng huo es va estrenar a festivals de cinema d'arreu del món; va ser una presentació especial al Festival Internacional de Cinema de Toronto.
Perry Lam de Muse va donar a la pel·lícula una crítica molt positiva: "The Postmodern Life of My Aunt és una cosa rara al cinema de Hong Kong, una que ocupa la zona ombrívola entre la tragèdia i la comèdia. És difícil categoritzar My Aunt i assignar-la a un gènere perquè els seus personatges estan molt formats i tridimensionals."

## Repartiment i paper
- Chow Yun-fat - Pan Zhichang
- Siqin Gaowa - Ye Rutang ("la tia")
- Zhao Wei - Liu Dafan, filla de Ye, cuinera a Anshan
- Fang Qingzhuo
- Guan Wenshuo - Kuan-kuan, nebot de Ye
- Jiao Gang - Guo Feng
- Lisa Lu - Mrs. Shui, veí de Ye's a Xangai.
- Shi Ke - Jin Yonghua.
- Wang Yi - Infermera
- Wang Ziwen - Fei-fei
- Zhang Zhi-Hua - Infermera

## Llocs de rodatge
La pel·lícula està ambientada i es va rodar a Xangai i a Anshan, Liaoning, ja que Anshan és el lloc de naixement de la directora Ann Hui. Els llocs de rodatge a Xangai inclouen el pas elevat de les carreteres de Shaanxi i Yan'an i les cases antigues del carrer Julu. El rodatge a Anshan va durar lloc els primers dies de 2006. La neu a Anshan es va produir artificialment.

## Premis i nominacions
27ns Hong Kong Film Awards
- Guanyadora: Millor actriu (Siqin Gaowa)
- Guanyadora: Millor banda sonora de pel·lícula original (Joe Hisaishi)
- Nominada: Millor director (Ann Hui)
- Nominat: Millor actor secundari (Chow Yun Fat)
- Nominada: Millor actriu secundària (Zhao Wei)
- Nominada: Millor guió (Li Qiang)
- Nominada: Millor fotografia (Kwan Pun Leung i Yu Lik Wai)
- Nominat: Millor disseny de maquillatge de vestuari (Ma Yu Tao)

43ns Premis de Cinema Golden Horse
- Nominada: Millor actriu (Siqin Gaowa)
- Nominada: Millor actriu secundària (Zhao Wei)
- Nominada: Millor guió adaptat (Li Qiang)

12ns Premis Golden Bauhinia
- Nominada: Millor director (Ann Hui)
- Nominada: Millor guió (Qiang Li)

14ns Hong Kong Film Critics Society Awards
- Guanyador: Millor actriu (Siqin Gaowa)
- Guanyador: Millor director (Ann Hui)
- Guanyador: Millor pel·lícula